# Verena E. Müller

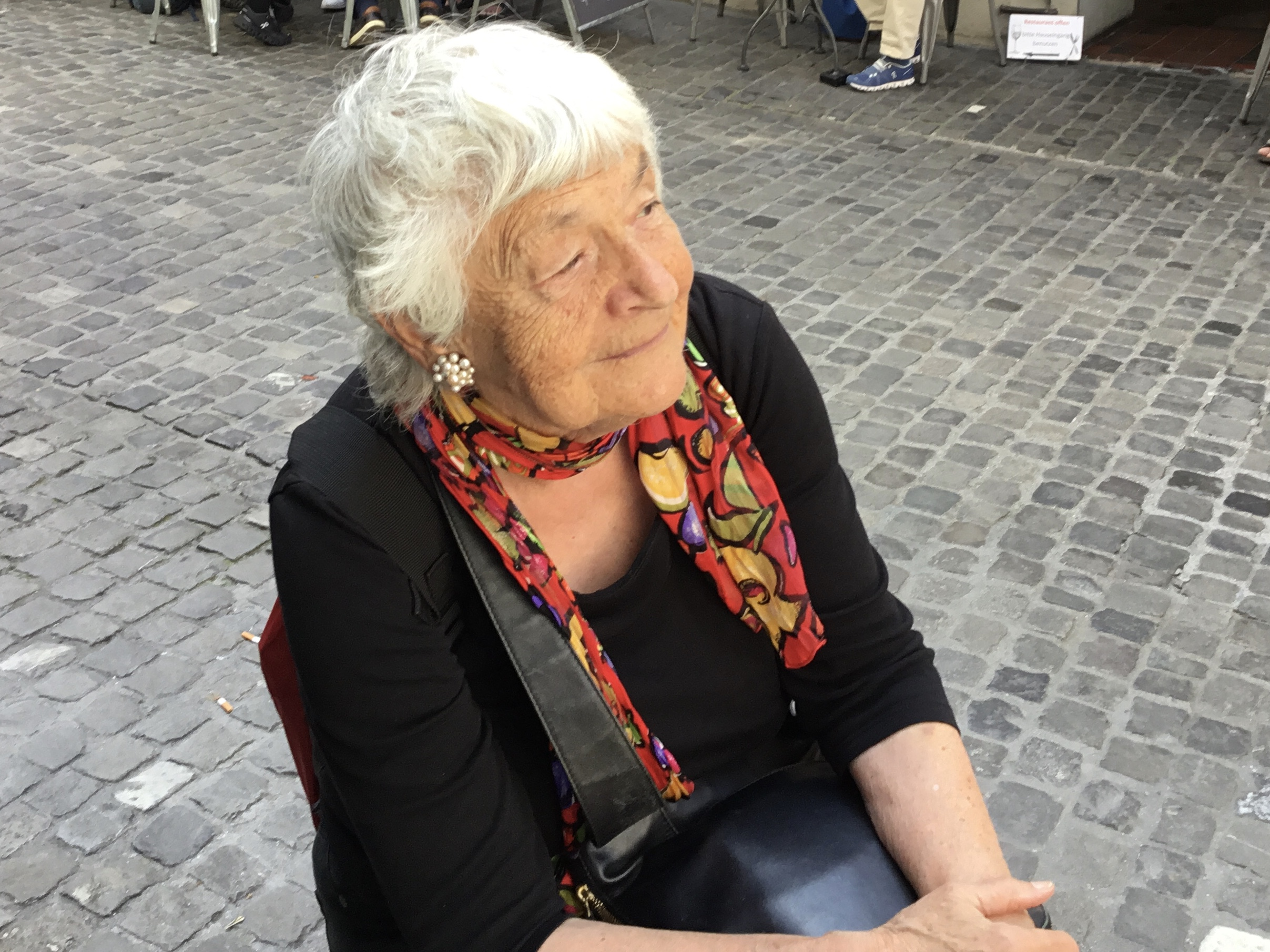
Verena E.Müller, fotografiert draussen an der Marktgasse, Höhe 15 in 8001 ZH

Verena E. Müller (* 8. Mai 1940 in Basel) ist eine Schweizer Historikerin und Autorin.

## Leben
Sie wuchs erst in Basel, später in Luzern zusammen mit zwei Geschwistern als Tochter einer Apothekerin und eines Arztes auf. Nach ihrem Studium an der Universität Zürich unterrichtete sie von 1966 bis 1978 an der Kantonsschule Frauenfeld Geschichte und Französisch als Hauptlehrerin, und wirkt und lebt heute seit vielen Jahren in Zürich. Von 1988 bis 2003 war sie als Redakteurin bei der  Zeitschrift Gymnasium Helveticum tätig. Sie publizierte sowohl über die erste Schweizer Ärztin, Marie Heim-Vögtlin, wie auch über die erste Schweizer Chirurgin und Gründerin der Schweizer Pflegerinnenschule Anna Heer, eine Biografie. Daneben publizierte sie u. a. auch einen Beitrag über die erste  ordentliche Professorin der medizinischen Fakultät der Universität Zürich, Hedi Fritz-Niggli.
Auf Einladung der Aargauischen Evangelischen Frauenhilfe würdigte Müller anlässlich der 100. Jahresversammlung am 26. Mai 2010 die Leistungen der ersten Präsidentinnen der AEF.
2021 war sie mit einem Vortrag und einem Beitrag in der Publikation zu diesem Anlass aktiv beteiligt an der von der Luise-Büchner-Gesellschaft organisierten Feier zum zweihundertsten Geburtstag von Luise Büchner.

## Werke (Auswahl)
- Anna Heer 1863–1918. Gründerin der Schweizer Pflegerinnenschule. Wettingen 2019, ISBN 978-3-906199-19-1.
- Liebe und Vernunft. Lina und Eugen Huber. Porträt einer Ehe. Baden 2016, ISBN 978-3-03919-383-7.
- Marie Heim-Vögtlin, die erste Schweizer Ärztin (1845–1916). Ein Leben zwischen Tradition und Aufbruch. 4. Auflage. Wettingen 2016, ISBN 978-3-906199-10-8.
- Frauen für Frauen – einst und jetzt. Schweizerische Evangelische Frauenhilfe – ein Kapitel Schweizer Geschichte. Bern 2005, Hrsg.: SEF-Kommission für Archivierung.
- Bewegte Vergangenheit. 20 Jahre Archiv zur Geschichte der schweizerischen Frauenbewegung. Hrsg. Susanna Woodtli, Stämpfli, Bern 2002, ISBN 3-7272-1270-5.